# Breiðá
Breiðá är en flod på ön Vágar på Färöarna. Namnet Breiðá kan översättas till den breda floden. Floden börjar i Vatnsdalsvatn ner till Sørvágsfjørð. Denna flod utgör en gräns mellan byarna Sørvágur och Bøur.